# Paul Rahl

Paul Rahl

Paul Johann Rahl (* 30. Oktober 1877 in Dachau; † 11. Juni 1926 in Ergoldsbach) war ein deutscher Ingenieur und Reichstagsabgeordneter.

## Leben
Nach dem Besuch der Realschule des Kreises begann er ein Studium der Tiefbautechnik an der Industrieschule in München. Eine Beschäftigung bei der Königlichen Bayerischen Staatseisenbahn nahm er im Jahre 1896 auf. In Landshut war er als Eisenbahnoberingenieur in der Bauinspektion bei den Bayerischen Staatseisenbahnen tätig.
Als Einjährig-Freiwilliger leistete er in den Jahren 1899 bis 1900 seinen Militärdienst in der Bayerischen Armee ab und wurde 1905 zum Leutnant der Reserve befördert. Im Ersten Weltkrieg diente er bis November 1918. Er gilt als der Organisator der deutschen Seilbahntruppen. So wurden unter seinem Kommando in den Jahren 1915 bis 1916 die Kriegsseilbahnen an der Tiroler Front aufgebaut. Zuletzt war Rahl Major der Reserve. Für seine Kriegstätigkeiten wurden ihm neben beiden Klassen des Eisernen Kreuzes, der Militärverdienstorden, das Österreichische Militärverdienstkreuz III. Klasse sowie der Bulgarische Militärorden für Tapferkeit IV. Klasse verliehen.
Von 1919 bis 1923 betätigte er sich als Führer in der völkischen Jugendbewegung.  Auch für die Belange der Beamtenschaft war er aktiv. Zwischen Mai und Dezember 1924 war er für den Wahlkreis Niederbayern Reichstagsabgeordneter der Nationalsozialistischen Freiheitspartei, einem Bündnis aus der seinerzeit verbotenen NSDAP und der Deutschvölkischen Freiheitspartei. Ob Rahl als Vertreter der NSDAP in den Reichstag einzog, ist nicht sicher bekannt.